# AN/SPS-40
AN/SPS-40 — американская двухкоординатная РЛС дальнего воздушного обзора. Предназначена для установки на надводных кораблях. Обеспечивает обнаружение и сопровождение надводных и воздушных целей для выдачи целеуказания (дальность и азимут, 10 каналов) системам управления оружием. В радаре использована полупроводниковая элементная база и коммерческий сигнальный процессор, что обеспечивает высокую надёжность и низкую стоимость. Разработана в начале 1960-х годов.

## История производства
В различных модификациях производилась компаниями «Локхид» (AN/SPS-40), «Сперри» (AN/SPS-40A), «Норден»  (AN/SPS-40B) и «Вестингауз» (AN/SPS-40E). Две последние, в дальнейшем, вошли в состав корпорации «Нортроп-Грумман» («Норден» целиком и подразделение военной электроники из состава «Вестингауз»).

## Сфера применения
Предназначалась для установки на эсминцах, затем устанавливалась на кораблях других классов. Кроме США применялась во флотах стран Южной Америки, Европы, Ближнего Востока.

## Техническое описание
Характерные черты радара: обнаружение малозаметных целей, малая уязвимость для противорадиолокационных ракет, селекция движущихся целей, плавание частоты, высокая защищённость от естественных погодных помех, работа по наземным и надводным целям, возможность установки доплеровского процессора для быстрой установки контакта и отстройки от ложных целей.
Наиболее важные для 1960-х годов черты радара – применение полупроводникового передатчика взамен передатчика на электронных СВЧ-лампах, широкое применение резервирования и взаимозаменяемости, что увеличивает надёжность, облегчает ремонт и техническое обслуживание. Благодаря резервированию, выход из строя отдельных элементов приводит к ухудшению характеристик системы без внезапного отказа.
Передатчик имеет регулируемую мощность и защиту от сильного отражённого сигнала, вызванного боевыми повреждениями антенны и волноводов.
Существует модификация радара с половинной мощностью передатчика для небольших кораблей береговой охраны.
Установка радара на новых кораблях прекращена в середине 1970-х годов в связи с появлением более совершенного AN/SPS-49. В конце 1980-х и начале 1990-х годов заменён на AN/SPS-49 на кораблях, модернизированных в рамках программы «Новая угроза» (New Threat Upgrade, NTU). Модернизация и техническое сопровождение действующих установок осуществляется.

## Конструкция антенны
Антенна состоит из параболического отражателя, сваренного из металлических трубок, двойного облучателя рупорного типа и тумбы. В тумбе расположен электромотор привода, редуктор, переключатель курсовой метки, сельсин-датчик и вращающееся сочленение.
В рупоре находится диполь системы опознавания «свой-чужой» (Identification Friend or Foe, IFF). Развязка между сигналом радара и сигналом «свой-чужой» достигается разными углами поляризации.
Переключатель безопасности исключает вращение антенны и излучение радиочастоты при наличии персонала в непосредственной близости от антенны.
Вес антенны – 785 кг, вес подпалубной аппаратуры – 1576 кг.

## Модификации
- SPS-40 – первоначальная модель.
- SPS-40B – версия с длительностью импульса 3 мкс, частотой импульсов 300 Гц, цифровой селекцией движущихся целей, режимом обнаружения низколетящих целей (low-flying-target detection mode, LFDM), автоматическим обнаружением целей и некоторыми улучшениями для работы в условиях электронного противодействия. Имелась модификация системы с уменьшенной дальностью (Minimum Range Modification, MRM), предназначенная специально для работы с низколетящими целями.
- SPS-40C/D – модификации  с повышенной надёжностью (40% по сравнения с SPS-40B), появившиеся в начале 1970-х годов. Имелась модификация для работы с низколетящими целями.
- SPS-40E – стандартная версия для ВМФ.

## Установки на кораблях
- Фрегаты типа «Нокс»
- Эскадренные миноносцы типа «Форрест Шерман»
- Эскадренные миноносцы типа «Чарльз Ф. Адамс»
- Эскадренные миноносцы типа «Спрюэнс»
- Эскадренные миноносцы типа «Лютьенс» (Германия)
- Ракетные крейсера типа «Вирджиния»
- Ракетные крейсера типа «Калифорния»
- Ракетный крейсер «Тракстан»
- Универсальные десантные корабли типа «Тарава»

## Галерея
- Антенный пост AN/SPS-40 на LPD-1 «Рэлей»
- Антенный пост AN/SPS-40 на LPD-1 «Рэлей»